# بيت مونس (الحيمة الخارجية)

تعديل مصدري - تعديل

بيت مونس هي إحدى قرى عزلة بني بجير بمديرية الحيمة الخارجية التابعة لمحافظة صنعاء، بلغ تعداد سكانها 122 نسمة حسب تعداد اليمن لعام 2004.